# Henri Pierre Bouscaren
Pour les articles homonymes, voir Bouscaren.
Henri Pierre Bouscaren (en arabe : هنري بيير بوسكارين) parfois orthographié Bouscarin, né le 9 novembre 1804 à Capesterre, en Guadeloupe et mort  le 19 décembre 1852 durant le siège de Laghouat (Algérie), est un général français.
Il se distingue au sein de l'armée d'Afrique pendant la conquête de l'Algérie.

## Biographie

### Origines et famille
Henri Pierre Bouscaren est né le 9 novembre 1804 à Capesterre en Guadeloupe . Il est le fils de François Pierre Bouscaren et Chérie De Poyen et le demi-frère du militaire Gabriel Bouscaren.

### Jeunesse
En 1823, il intègre l'École polytechnique et est nommé sous-lieutenant élève du génie à l'École d'application de Metz en 1825. Il est promu capitaine en 1832 et affecté au 3e régiment du génie en 1835.

### Conquête de l'Algérie
En 1836, Bouscaren est envoyé en Algérie où il passe provisoirement au corps des spahis réguliers d'Alger. Il est blessé d'un coup de feu aux reins au combat de Mouzaïa en mars 1836 et est cité à l'ordre de l'armée d'Afrique pour sa conduite dans ce combat. En 1837, il est placé définitivement aux spahis réguliers d'Alger.
En 1839, ile est promu chef d'escadron et affecté au 1er régiment de chasseurs d'Afrique. Il est cité à l'ordre de l'armée d'Afrique pour sa conduite au combat d'Oued-el-Halleg en décembre 1839 puis une nouvelle fois pour sa conduite pendant l'expédition du Milianagli en 1840. Il est fait officier de la Légion d'honneur en février 1840.  
En 1842, il est promu lieutenant-colonel et affecté au corps des spahis d'Oran. Il est cité pour sa conduite au combat d'Aïn-Tensemsil et pour les combats livrés sur le Haut-Riou en 1843. 
En 1844, il est cité après les expéditions de Biskra et des Oueds Saltzan . 
En 1845, il est promu colonel et reçoit le commandement du 3e régiment de spahis.
Il est cité de nouveau pour sa conduite lors de la marche sur Sétif en 1846 et pour sa conduite dans les combats livrés en Kabylie en 1849. Il est promu commandeur de la Légion d'honneur le 28 juillet 1849.
En décembre 1851, Bouscaren est promu général de brigade et nommé commandant de la subdivision de Mascara en Algérie.

En 1852, il est  blessé lors de l'assaut de Laghouat et meurt des suites de ses blessures le 19 décembre 1852. Il est enterré dans l'enceinte de l'hôpital militaire de Laghouatinauguré en son nom en 1857. Après l'indépendance de l'Algérie, son corps a été rapatrié en France.

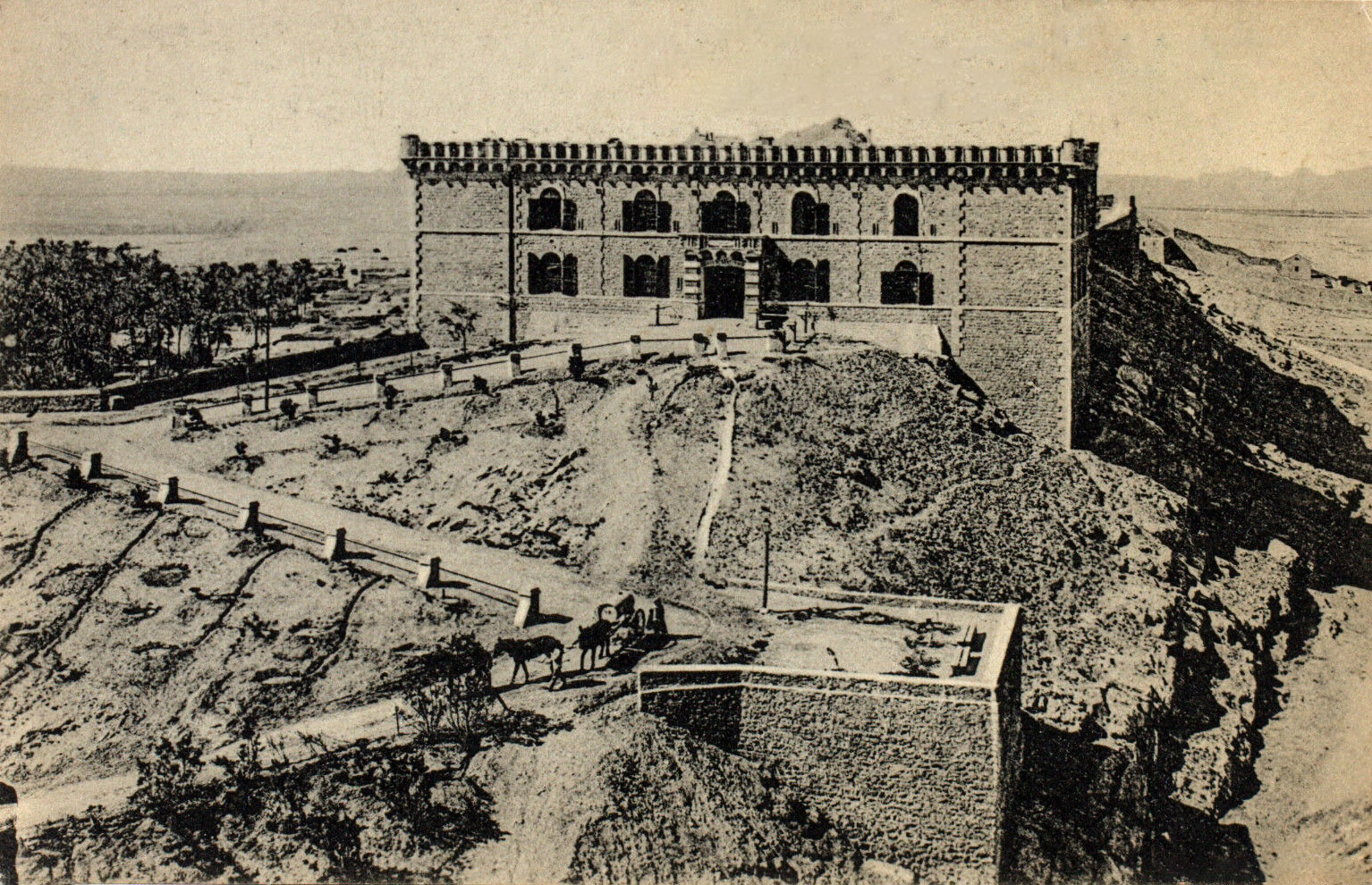
Fort Bouscaren en 1900.
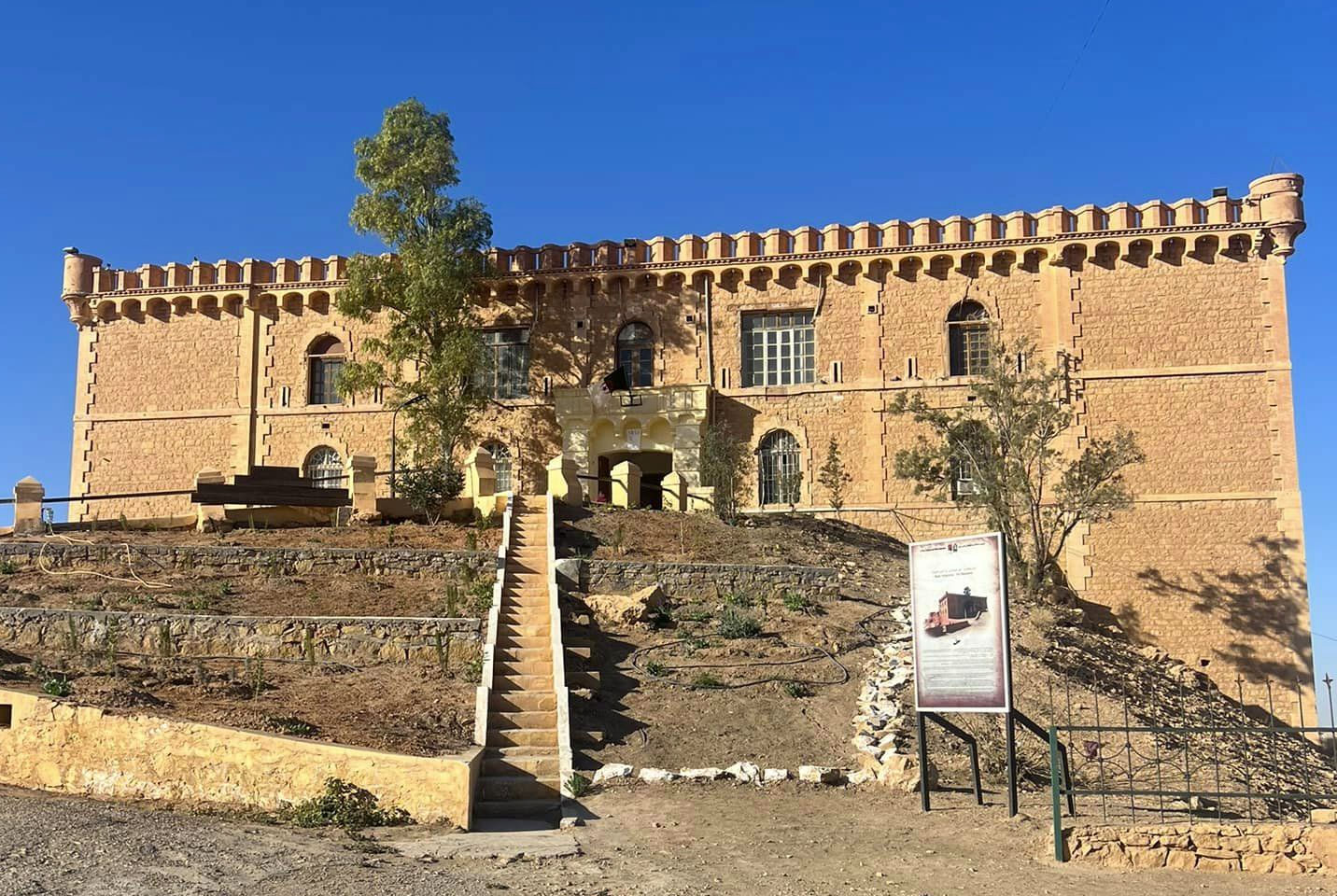
Fort Bouscaren en 2023.
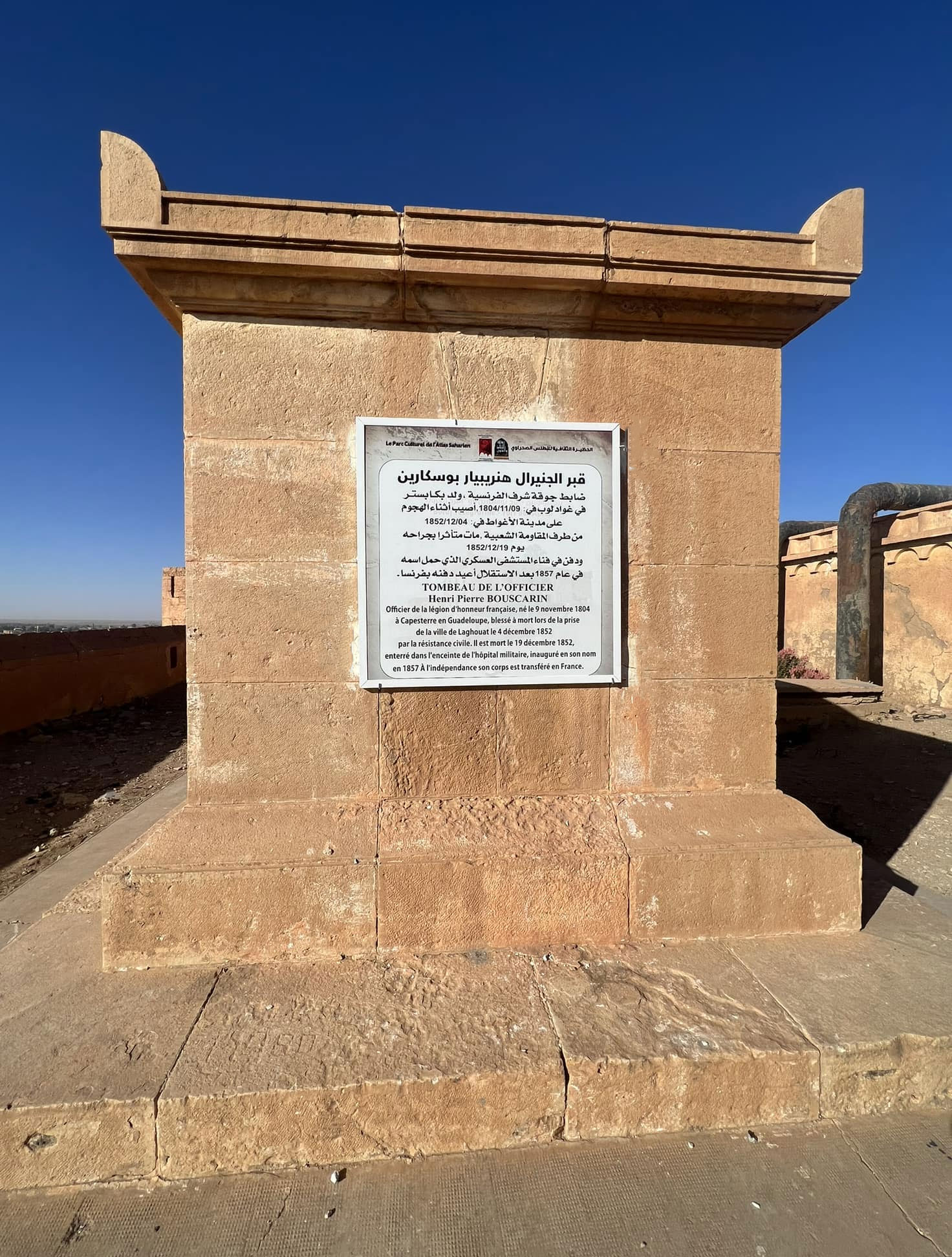
Tombeau de Henri Bouscaren à Laghouat.
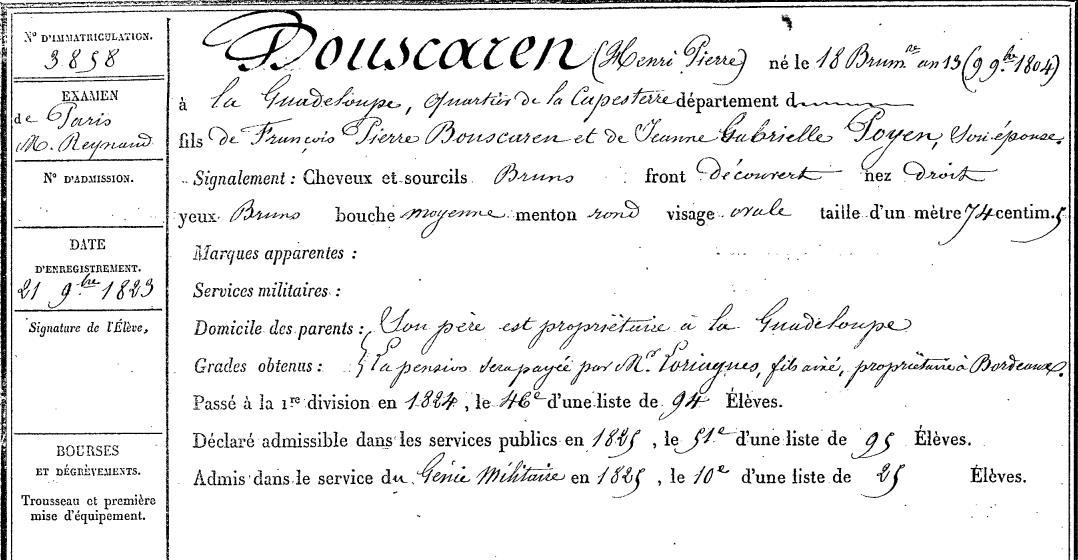
Fiche matricule de Henri Pierre Bouscaren.

### Traits de personnalité
Bouscaren était connu pour son goût pour les mœurs arabes. Les Arabes l'avaient surnommé Bou-Chekara, l'homme au sac, car il portait au bras gauche un sac rempli de tabac dont il faisait une grande consommation.

## Décorations
- Grand officier de la Légion d'honneur (22 décembre 1852), à titre posthume[8].